# German (Atanasiadis)
German, imię świeckie Jannakis Atanasiadis (ur. 17 września 1930 w Bakırköy, zm. 10 sierpnia 2018) – duchowny prawosławny w jurysdykcji Patriarchatu Konstantynopola, w latach 1987–2018 biskup pomocniczy Arcybiskupstwa Konstantynopola z tytułem metropolity Teodorupoli. 

## Życiorys
Święcenia diakonatu przyjął 11 października 1953, a prezbiteratu 15 sierpnia 1966. Chirotonię biskupią otrzymał 6 lutego 1972. W latach 1972–1987 sprawował urząd biskupa pomocniczego metropolii Derkosu.
Zmarł w 2018 r.